# タイソン・チャンドラー
タイソン・クレオティス・チャンドラー（Tyson Cleotis Chandler, 1982年10月2日 - ）は、アメリカ合衆国カリフォルニア州コンプトン出身の元プロバスケットボール選手。ポジションはセンター。

## 経歴

### 学生時代
チャンドラーがバスケットボールを始めたのは14歳からだが、その頃にはすでに身長2mを越えていた。高校はドミンゲス高校に進学。チームメイトのテイショーン・プリンスとともに同校を州チャンピオンに導き、同校は全米ランキング1位に輝いた。チャンドラー自身は4年生の時には26得点15リバウンド8ブロックのアベレージを残し、パレード誌、USAトゥデイ誌、マクドナルド・オール・アメリカンチームに選ばれた。高校卒業後、大学には進学せず2001年のNBAドラフトにエントリーした。

### ブルズ時代
ドラフトにてチャンドラーはロサンゼルス・クリッパーズから1巡目2位指名という高順位指名を受けるが、ドラフト当日にクリッパーズとシカゴ・ブルズとの間でトレードが成立し、チャンドラーはブルズに入団した。クリッパーズ側の高卒ルーキーであるチャンドラーとブライアン・スキナーに対し、ブルズ側のエルトン・ブランドというトレード内容は、チャンドラーに対するブルズの期待の高さが窺い知れることとなった。また同じく高卒で同年にブルズ入りしたエディ・カリーと共に将来を嘱望され、ブルズの伝説的プレイヤーであるマイケル・ジョーダンの背番号「23」にあやかって、カリーは「2」、チャンドラーは「3」の背番号を与えられた。
ルーキーイヤーとなった2001-02シーズンはあまり出場機会を得られることはできず、6.1得点4.8リバウンド1.3ブロックの成績で終わった。翌02－03シーズンには先発に定着し、出場時間の増加に伴い個人成績も上昇した。このオフにカリーがチームを去り、主にディフェンスで力を発揮していたチャンドラーは、カリーが担っていたオフェンス面での働きを求められるようになった。チャンドラーはチームの期待に応える活躍を見せ、03-04シーズン序盤11月の月間MVPを獲得した。しかし12月に入り腰の故障を患ったチャンドラーは47試合を欠場し、不本意なシーズンを過ごした。翌04-05シーズンには前シーズンより就任したスコット・スカイルズHCの方針により、再び控えに回るようになった。チャンドラーは平均9本以上を稼ぎ出す有力なリバウンダーへと成長し、このシーズンのジョーダン時代以来となるプレイオフ進出に貢献したが、一方でオフェンス力はなかなか向上の気配を見せず、チャンドラーに対するドラフト当時の期待は徐々に薄れていった。05-06シーズンも2シーズン連続でプレイオフに進出したが、プレイオフではわずか平均17.3分間の出場時間しか与えられず、平均得点は1.8得点だった。このオフ、ブルズはディフェンスのスペシャリストである名センターのベン・ウォーレスを獲得。チャンドラーはトレードに出されることになった。

### ホーネッツ時代
チャンドラーのトレード先はニューオリンズ・ホーネッツだった。新天地での最初のシーズンとなった2006-07シーズンには飛躍的に出場時間が伸び、リバウンドは平均12.4を記録、リーグ全体で3位となった。チャンドラーの加入で活性化されたホーネッツはシーズン前半こそカンファレンス上位に入っていたものの、後半になると主力選手の故障などで失速し、プレイオフ進出は逃した。
翌2007-08シーズンは、オフェンスでも力を発揮するようになった。チームのエースクリス・ポールとのピック&ロールからの得点は、ホーネッツにとっての重要な得点源の一つとなり、特にポールのアシストから繰り出されるチャンドラーのダンクはリーグでも最も阻止が難しい得点ラインの一つとなった。得点アベレージは初めて二桁を突破し、11.8得点11.7リバウンドの成績を記録、FG成功率62.3%はリーグ3位の記録だった。主力選手が大きな怪我なく過ごしたホーネッツは、チャンドラーの成長やポールの目覚しい活躍などに後押しされ、56勝26敗と大躍進を遂げ、プレーオフではカンファレンス準決勝まで進出した。
2008-09シーズンは更なる飛躍が期待されたが、チャンドラーは37試合を欠場するなどし本来の力を発揮できず、チームも思うように勝率が伸びなかった。またこの頃ホーネッツは財政難になっており、チャンドラーの放出の機会を窺っていた。そしてトレードデッドライン直前にオクラホマシティ・サンダーとのチャンドラーを中心としたトレードが成立したが、その際の健康診断でチャンドラーに問題が見つかったため、このトレードは破談となった。しかしシーズン終了後にはエメカ・オカフォーとのトレードで、シャーロット・ボブキャッツへの移籍が決まった。

### ボブキャッツ時代
ボブキャッツ移籍後、インサイドの主力として期待されたが、怪我の影響で51試合の出場に留まった。シーズン後、エリック・ダンピアー等とのトレードでダラス・マーベリックスに移籍した。

### マーベリックス時代
2010-11シーズン、レギュラーシーズン、74試合全てに先発し平均10,1得点、9,4リバウンドの成績を残し、このシーズンのオールNBAディフェンシブチームにも選ばれた。チームも57勝25敗のカンファレンス2位タイの第3シードでプレーオフに出場した。ファイナル出場から4シーズン、プレーオフでは不調が続いていたマブスは1回戦でポートランド・トレイルブレイザーズを4勝2敗で破り、カンファレンスセミファイナルで3連覇を狙うロサンゼルス・レイカーズを4勝0敗とスイープで下した。勢いは止まらずカンファレンスファイナルでは4勝1敗でオクラホマシティ・サンダーを破ってマブスは5年ぶり2度目のファイナルに出場した。ファイナルではマイアミ・ヒートと対戦、ヒートはレブロン・ジェームズ、ドウェイン・ウェイド、クリス・ボッシュのビッグ3を擁し、優勝候補筆頭とも言われていたが、3勝2敗で再びマイアミに乗り込んだ6戦目105-95で勝利して優勝、ファイナルの6試合で1試合平均9.7得点、8.8リバウンドを記録、チームの優勝に大きく貢献した。

### ニックス時代
2011年12月12日、ニューヨーク・ニックスと4年総額5600万ドルで契約した。背番号は6。2011-12シーズンにNBA最優秀守備選手賞を受賞した。2012-13シーズン、11月26日のブルックリン・ネッツ戦でキャリアハイとなる28得点を記録した。2月27日のゴールデンステート・ウォリアーズとの対戦でキャリアハイとなる28リバウンドを記録した。また、このシーズン、NBAオールスターに初選出された。

### マーベリックス復帰へ
2014年6月25日、ニューヨーク・ニックスからレイモンド・フェルトンと共にサミュエル・ダレンベア、ホセ・カルデロン他、6選手が絡むトレードで2010-2011シーズンにチャンピオンリングを手にしたダラス・マーベリックスに復帰した。

### サンズ時代
2015年7月1日、フェニックス・サンズと3年5200万ドルで契約した。

### ロサンゼルス・レイカーズ
2018年11月6日、ロサンゼルス・レイカーズと契約した。

### ヒューストン・ロケッツ
2019年7月19日、ヒューストン・ロケッツと契約した。

### 引退後
その後、2021年の夏にダラス・マーベリックスの選手育成コーチに就任したこが発表された。

## 個人成績

### レギュラーシーズン
| シーズン | チーム   | GP    | GS  | MPG  | FG%  | 3P%  | FT%   | RPG  | APG | SPG | BPG | PPG  |
| -------- | -------- | ----- | --- | ---- | ---- | ---- | ----- | ---- | --- | --- | --- | ---- |
| 2001–02  | CHI      | 71    | 31  | 19.6 | .497 | ---  | .604  | 4.8  | .8  | .4  | 1.3 | 6.1  |
| 2002–03  | CHI      | 75    | 68  | 24.4 | .531 | ---  | .608  | 6.9  | 1.0 | .5  | 1.4 | 9.2  |
| 2003–04  | CHI      | 35    | 8   | 22.3 | .424 | .000 | .669  | 7.7  | .7  | .5  | 1.2 | 6.1  |
| 2004–05  | CHI      | 80    | 10  | 27.4 | .494 | .000 | .673  | 9.7  | .8  | .9  | 1.8 | 8.0  |
| 2005–06  | CHI      | 79    | 50  | 26.8 | .565 | .000 | .503  | 9.0  | 1.0 | .5  | 1.3 | 5.3  |
| 2006–07  | NOH      | 73    | 73  | 34.6 | .624 | .000 | .527  | 12.4 | .9  | .5  | 1.8 | 9.5  |
| 2007–08  | NOH      | 79    | 79  | 35.2 | .623 | .000 | .593  | 11.7 | 1.0 | .6  | 1.1 | 11.8 |
| 2008–09  | NOH      | 45    | 45  | 32.1 | .565 | ---  | .579  | 8.7  | .5  | .3  | 1.2 | 8.8  |
| 2009–10  | CHA      | 51    | 27  | 22.8 | .574 | ---  | .732  | 6.3  | .3  | .3  | 1.1 | 6.5  |
| 2010–11  | DAL      | 74    | 74  | 27.8 | .654 | ---  | .732  | 9.4  | .4  | .5  | 1.1 | 10.1 |
| 2011–12  | NYK      | 62    | 62  | 33.2 | .679 | .000 | .689  | 9.9  | .9  | .9  | 1.4 | 11.3 |
| 2012–13  | NYK      | 66    | 66  | 32.8 | .638 | ---  | .694  | 10.7 | .9  | .6  | 1.1 | 10.4 |
| 2013–14  | NYK      | 55    | 55  | 30.2 | .593 | .000 | .632  | 9.6  | 1.1 | .7  | 1.1 | 8.7  |
| 2014–15  | DAL      | 75    | 75  | 30.5 | .666 | ---  | .720  | 11.5 | 1.1 | .6  | 1.2 | 10.3 |
| 2015–16  | PHX      | 66    | 60  | 24.5 | .583 | .000 | .620  | 8.7  | 1.0 | .5  | .7  | 7.2  |
| 2016–17  | PHX      | 47    | 46  | 27.6 | .671 | ---  | .734  | 11.5 | .6  | .7  | .5  | 8.4  |
| 2017–18  | PHX      | 46    | 46  | 25.0 | .647 | ---  | .617  | 9.1  | 1.2 | .3  | .6  | 6.5  |
| 2018–19  | PHX      | 7     | 0   | 12.7 | .667 | ---  | .556  | 5.6  | .9  | .3  | .1  | 3.7  |
| 2018–19  | LAL      | 48    | 6   | 16.4 | .609 | .000 | .594  | 5.6  | .6  | .4  | .5  | 3.1  |
| 2019–20  | HOU      | 26    | 5   | 8.4  | .778 | ---  | .462  | 2.5  | .2  | .2  | .3  | 1.3  |
| Career   | Career   | 1,160 | 886 | 27.3 | .597 | .000 | .644  | 9.0  | .8  | .5  | 1.2 | 8.2  |
| All-Star | All-Star | 1     | 0   | 17.0 | .400 | ---  | 1.000 | 8.0  | .0  | .0  | .0  | 7.0  |

### プレーオフ
| シーズン | チーム | GP | GS | MPG  | FG%  | 3P% | FT%  | RPG  | APG | SPG | BPG | PPG  |
| -------- | ------ | -- | -- | ---- | ---- | --- | ---- | ---- | --- | --- | --- | ---- |
| 2005     | CHI    | 6  | 0  | 28.7 | .475 | --- | .696 | 9.7  | 1.3 | .2  | 2.2 | 11.7 |
| 2006     | CHI    | 6  | 0  | 17.3 | .667 | --- | .300 | 4.5  | .5  | .3  | .3  | 1.8  |
| 2008     | NOH    | 12 | 12 | 34.3 | .632 | --- | .625 | 10.3 | .4  | .4  | 1.7 | 8.0  |
| 2009     | NOH    | 4  | 4  | 23.5 | .500 | --- | .500 | 5.3  | .5  | .5  | .3  | 3.8  |
| 2010     | CHA    | 4  | 0  | 15.0 | .545 | --- | .667 | 2.5  | .5  | .5  | .8  | 3.5  |
| 2011     | DAL    | 21 | 21 | 32.4 | .582 | --- | .679 | 9.2  | .4  | .6  | .9  | 8.0  |
| 2012     | NYK    | 5  | 5  | 33.4 | .440 | --- | .600 | 9.0  | .8  | 1.4 | 1.4 | 6.2  |
| 2013     | NYK    | 12 | 12 | 29.2 | .538 | --- | .750 | 7.3  | .3  | .7  | 1.2 | 5.7  |
| 2015     | DAL    | 5  | 5  | 32.0 | .655 | --- | .500 | 10.8 | .2  | .6  | 1.2 | 10.2 |
| 2020     | HOU    | 1  | 0  | 0.0  | ---  | --- | .000 | .0   | .0  | .0  | .0  | .0   |
| Career   |        | 76 | 59 | 29.3 | .566 | --- | .634 | 8.3  | .5  | .6  | 1.1 | 7.0  |

## アメリカ代表
2010年8月、トルコで行われた世界選手権にてアメリカ代表として出場。ブルック・ロペスやロビン・ロペスなどのセンタープレイヤーが相次いで欠場する中、唯一のセンタープレイヤーとして金メダル獲得に貢献した。2012年8月に行われたロンドンオリンピックでは金メダルを獲得した。